# タチアナ・ヒュフナー
タチアナ・ヒュフナー（Tatjana Hüfner、1983年4月30日）は、ドイツの女子リュージュ選手である。ポツダム県（現在のブランデンブルク州）Neuruppin出身。2006年トリノオリンピックで銅メダル、2010年バンクーバーオリンピックでは金メダルを獲得した。自身3度目のオリンピックとなった2014年ソチオリンピックでは銀メダルを獲得した。
リュージュ世界選手権では計6個の金メダルを獲得している。またリュージュ・ワールドカップでは2007-2008シーズンから2011-2012シーズンまで総合5連覇を達成した。